# نادي الجبيهة الرياضي
نادي الجبيهة الرياضي هو نادي كرة سلة أردني في الجبيهة، عمان. يتنافسون في الدوري الأردني الممتاز لكرة السلة، وهو أعلى درجات مسابقة في كرة السلة الأردنية.

## اللاعبين

### القائمة الحالية
ملاحظة: تُشير الأعلام إلى أهلية الفريق الوطني في الأحداث التي يعترف بها الاتحاد الدولي لكرة السلة. قد يَحمل اللاعبون جنسية غير مَعروضة، وهي من غير الاتحاد الدولي لكرة السلة.

## روابط خارجية
- الملف الشخصي للفريق في Asia-basket.com